# Wójtowo (Kolno)
Wójtowo (deutsch Voigtsdorf) ist ein Ort in der polnischen Woiwodschaft Ermland-Masuren. Er gehört zur Gmina Kolno (Landgemeinde Groß Köllen) im Powiat Olsztyński (Kreis Allenstein).

## Geographische Lage
Wójtowo liegt in der nördlichen Mitte der Woiwodschaft Ermland-Masuren, 14 Kilometer südwestlich der früheren Kreisstadt Rößel (polnisch Reszel) bzw. 39 Kilometer nordöstlich der heutigen Kreismetropole und Woiwodschaftshauptstadt Olsztyn (deutsch Allenstein).

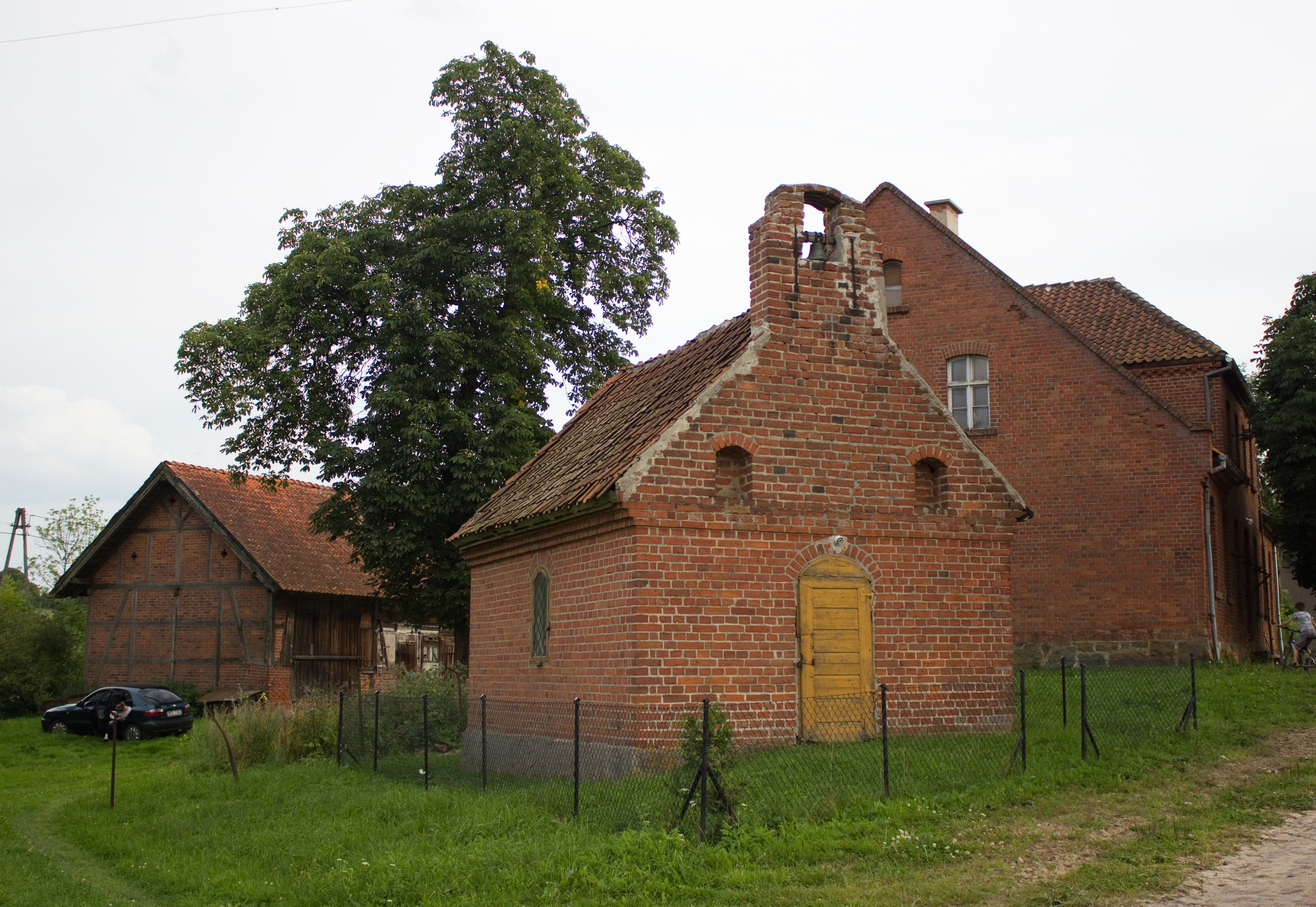
Anwesen in Wójtowo

## Geschichte
Voigtsdorf wurde 1385 gegründet. 1785 wurde Voigtsdorf als adliges Bauerndorf mit 26 Feuerstellen und als zum Gut Molditten (polnisch Mołdyty) zugehörig erwähnt, 1820 als adliges Bauerndorf mit Waldhaus und 33 Feuerstellen bei 231 Einwohnern, ebenfalls dem Gut Molditten zugehörig.
Als 1874 der Amtsbezirk Lautern (polnisch Lutry) im ostpreußischen Kreis Rößel gebildet wurde, wurde Voigtsdorf als Landgemeinde eingegliedert und gehörte bis 1945 dazu.
544 Einwohner waren 1885 in Voigtsdorf gemeldet, im Jahre 1910 waren es noch 504. Ihre Zahl belief sich im Jahre 1933 auf 426 und 1939 auf 407.
In Kriegsfolge kam 1945 das gesamte südliche Ostpreußen zu Polen. Voigtsdorf erhielt die polnische Namensform „Wójtowo“ und ist heute eine Ortschaft innerhalb der Landgemeinde Gmina Kolno (Groß Köllen) im Powiat Olsztyński (Kreis Allenstein), von 1975 bis 1998 der Woiwodschaft Olsztyn, seither der Woiwodschaft Ermland-Masuren zugeordnet. Im Jahre 2021 zählte Wójtowo 91 Einwohner.

## Kirche
Bis 1945 war Voigtsdorf in die evangelische Kirche Bischofsburg (polnisch Biskupiec) in der Kirchenprovinz Ostpreußen der Kirche der Altpreußischen Union, außerdem in die römisch-katholische Kirche Lautern (polnisch Lutry) im Bistum Ermland eingepfarrt.
Heute gehört Wójtowo katholischerseits weiterhin zur Pfarrei Lutry, die jetzt jedoch dem Erzbistum Ermland zugeordnet ist. Evangelischerseits besteht ebenfalls noch der Bezug zur Stadt Biskupiec (Bischofsburg), wo nun eine Filialkapelle der Pfarrei in Sorkwity (Sorquitten) die einstige Pfarrkirche ersetzt. Sorkwity gehört zur Diözese Masuren der Evangelisch-Augsburgischen Kirche in Polen.

## Verkehr
Über zahlreiche Nebenstraßen ist der Ort Voigtsdorf resp. Wójtowo sehr gut mit der polnischen Landesstraße 57 (einstige deutscher Reichsstraße 128) und mehreren Woiwodschaftsstraßen vernetzt. Eine Anbindung an den Bahnverkehr besteht nicht.